# Sand River Convention

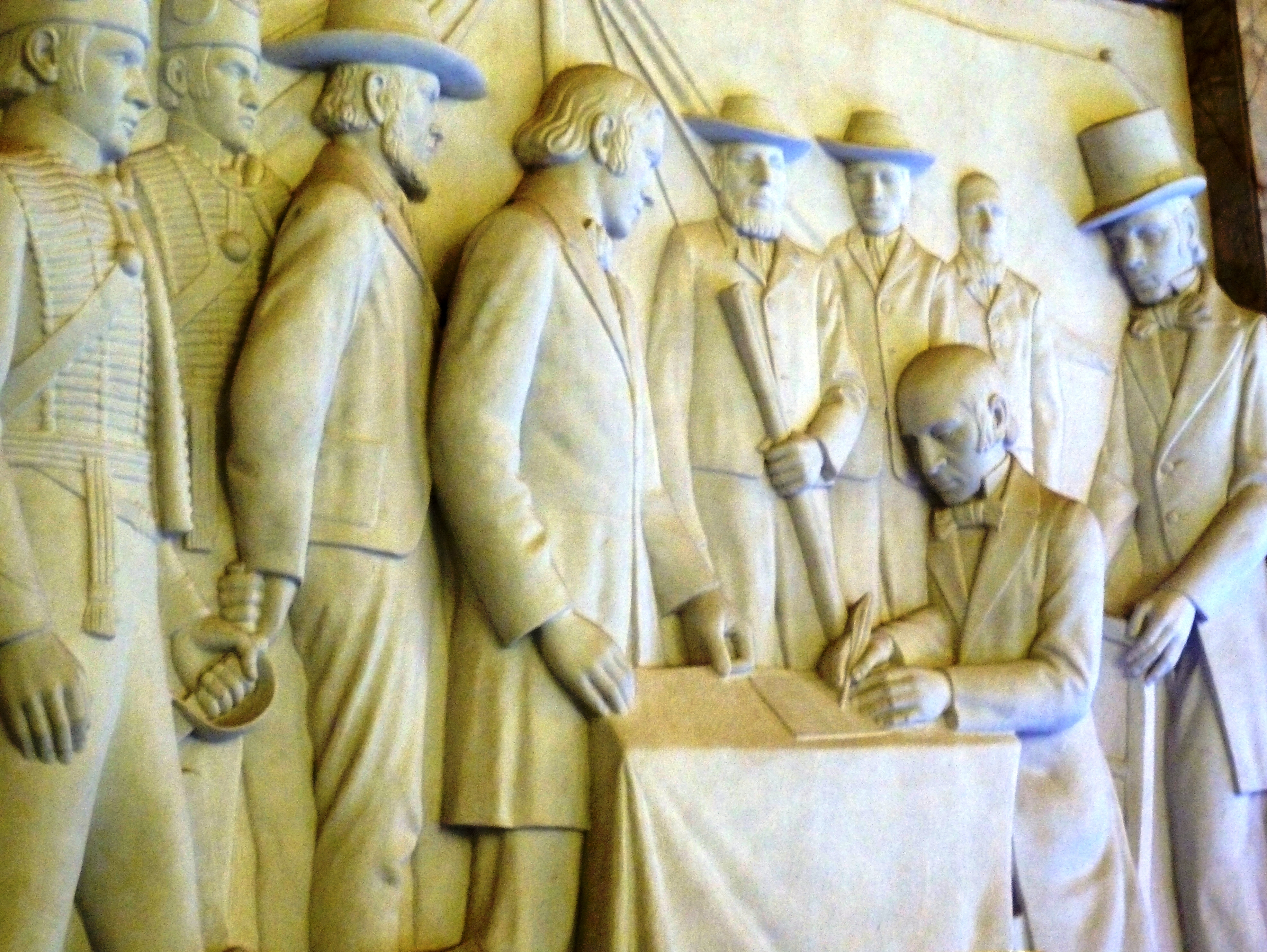
Detail am Voortrekkerdenkmal

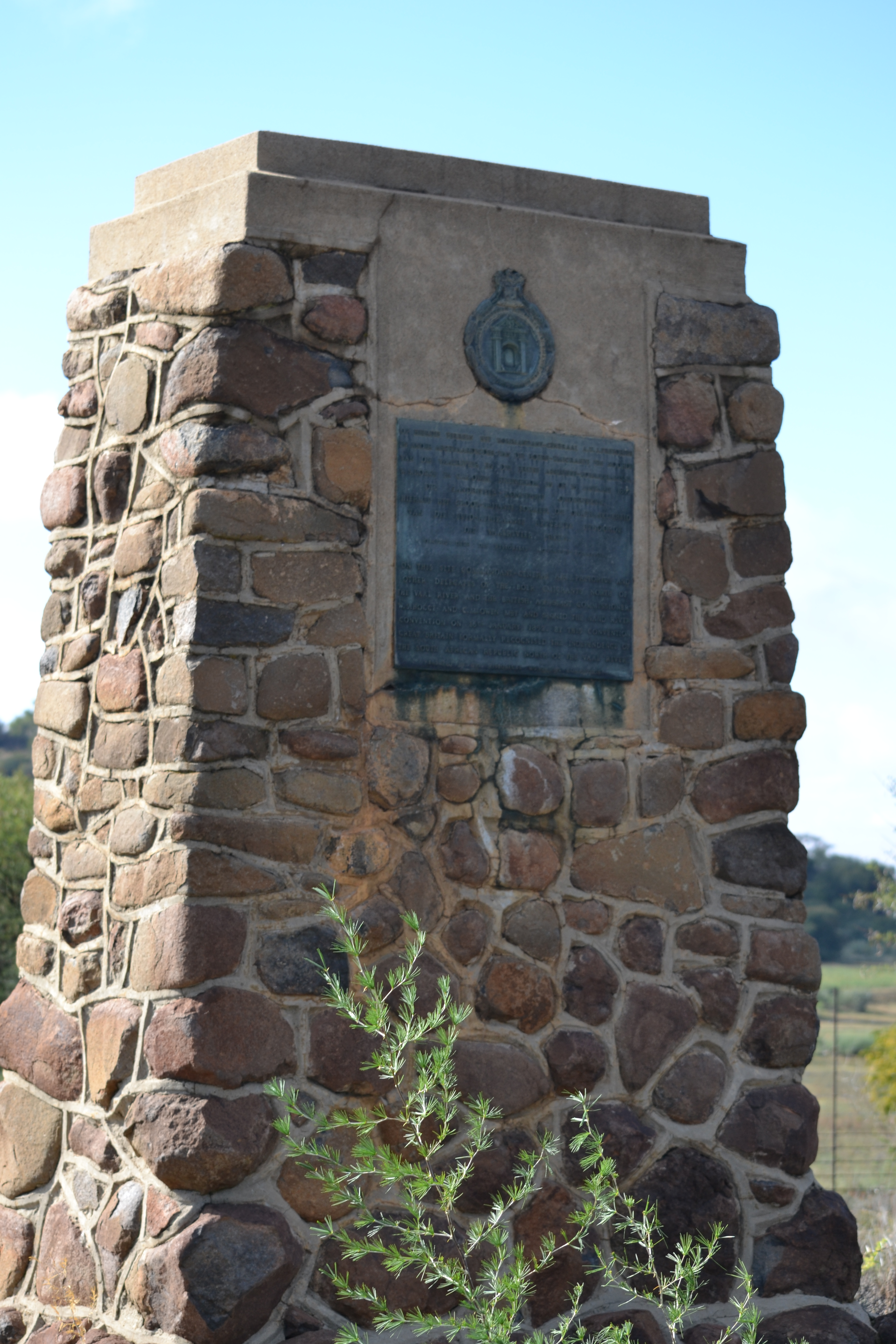
Denkmal am Ort der Unterzeichnung

Die Sand River Convention (englisch; afrikaans: Sandrivierkonvensie; niederländisch: Conventie van Zandrivier; deutsch etwa: „Sandfluss-Vereinbarung“) war ein Vertrag, der 1852 zwischen Großbritannien und den Buren im heutigen Südafrika geschlossen wurde. Er wurde nach dem südafrikanischen Fluss Sand benannt.

## Geschichte
Im Gebiet des heutigen Südafrika standen sich in der Mitte des 19. Jahrhunderts – neben anderen Völkern – Briten und Buren gegenüber. Die Kapkolonie im Süden und Natal im Osten waren britisches Territorium, während im Norden mehrere unabhängige Burenrepubliken existierten, insbesondere Transvaal.
Der Vertrag wurde am 17. Januar 1852 auf dem Land des Buren P. A. Venter nördlich des Sand geschlossen. Er wurde von Andries Pretorius für die rund 5000 Burenfamilien und William Hogge und Moslyn Owen für die Briten unterzeichnet. Er legte fest, dass Großbritannien die Burenrepublik Transvaal anerkennt. Dafür wurde die Sklaverei in Transvaal verboten und Transvaal versprach, sich nicht in die Angelegenheiten der Orange River Sovereignty südlich des Vaal einzumischen, ein damals von Briten kontrolliertes Gebiet.
Pretorius hatte den Vertrag ohne die Zustimmung des 24-köpfigen Volksraad geschlossen, der gewählten Vertretung der Buren Transvaals. Dadurch kam es zu einer Verwerfung mit dem Burenführer Andries Hendrik Potgieter. Im März stimmte der Volksraad nachträglich zu, Pretorius und Potgieter versöhnten sich unter Vermittlung von Paul Kruger. Im selben Jahr gründeten die Buren auf dem Gebiet Transvaals die Südafrikanische Republik (ZAR). 1854 wurde auf dem Gebiet der Orange River Sovereignty von Buren der Oranje-Freistaat gegründet, der von den Briten in der Bloemfontein Convention anerkannt wurde. Am 12. April 1877 annektierten die Briten – entgegen der Sand River Convention – die ZAR. In der Folge brach 1880 der Erste Burenkrieg aus. 1881 erlangte Transvaal mit der Pretoria Convention seine Selbstverwaltung zurück, 1884 wurde es im Rahmen der London Convention erneut unabhängig.
1867 wurde rund 15 Kilometer nördlich der Stelle der Vertragsunterzeichnung der Ort Ventersburg gegründet. Bis heute erinnert ein Denkmal an der Stätte der Vertragsunterzeichnung nahe der heutigen Nationalstraße N1 an die Sand River Convention.